# المتاهة 3 (فلم هندي)
المتاهة 3 (بالإنجليزية: Bhool Bhulaiyaa 3) هو فيلم رعب كوميدي باللغة الهندية عام 2024 من إخراج أنيس بازمي وكتابة أكاش كوشيك وإنتاج شركة تي سيريز وCine1 Studios.  إنه بمثابة الدفعة الثالثة من الامتياز الذي يحمل نفس الاسم بعد المتاهة (2007) والمتاهة 2 (2022). الفيلم من بطولة كارتيك أريان، فيديا بالان، مادهوري ديكسيت، وتريتي ديمري، وتقع أحداثه في كلكتا، ولاية البنغال الغربية.  
تم الإعلان رسميًا عن الفيلم في مارس 2023. تم التصوير الرئيسي من مارس إلى سبتمبر 2024 في مومباي وكلكتا وأورتشها ولياه، مع التصوير السينمائي لمانو أناند. تم إصدار فيلم المتاهة 3 بطريقة مسرحية في 1 نوفمبر 2024، بالتزامن مع ديوالي.  لقد حصل على مراجعات متباينة وإيجابية. حقق الفيلم أكثر من 365.75 كرور روبية هندية (61 مليون دولار أمريكي) على مستوى العالم في غضون أسبوعين ليصبح ثالث أعلى فيلم هندي من حيث الإيرادات وسادس أعلى فيلم هندي من حيث الإيرادات لعام 2024. 

## حبكة
يستمتع روهان "روح بابا" راندهاوا بخداع الناس من خلال ادعائه أنه صائد أشباح. عم ميرا يتصل به ليتحدث مع ميرا، التي من المفترض أنها مسكونة بالشبح. عندما تصل ميرا، يشعر روهان بالرعب، معتقدًا أنها شبح حقيقي. يلتقط عمها رد فعله على هاتف ميرا ويبتز روهان، ويهدده بنشر الفيديو على الإنترنت إذا لم يرافقهم إلى راخت جات.
ولما لم يكن هناك خيار آخر، وافق روحان. عند وصوله، أصيب الجميع بالصدمة لرؤيته لأنه يشبه تمامًا راجكومار ديبيندراناث، أمير من قبل 200 عام. تعيش العائلة المالكة حاليًا في حظيرة الخيول بسبب وجود روح مانجوليكا في القصر.
يحذر راجبوروهيت الجميع من الاقتراب من غرفة مانجوليكا، وينصح بأنه لا ينبغي فتحها إلا في دورغاشتامي من قبل أحد أفراد العائلة المالكة المولود من جديد لتخليصهم من الشبح. معتقدين أن روهان هو تجسيد لديبيندراناث، يعود الجميع إلى القصر.
وفقًا لأسطورة محلية، كانت مانجوليكا أميرة قبل 200 عام. وكان للملك ابن اسمه ديبندراناث، وله خادمة. عندما قرر تسمية ديبيندراناث وريثًا له، قتلته مانجوليكا من شدة الغضب. ردا على ذلك، أحرق الملك مانجوليكا حية، وروحها الانتقامية تطارد القصر الآن، وهي المسؤولة عن العديد من الوفيات.
تستدعي ميرا فريق ترميم للعمل على القصر حتى يمكن بيعه. ماليكا، قائدة الفريق، تبدأ في إظهار علامات الاستحواذ. يعلم روحان بالشبح الحقيقي ويخطط للهروب لكنه يدرك أنه يحتاج إلى مسح الفيديو الخاص به قبل المغادرة. أثناء البحث عنه، يكتشف أن ميرا قد التقطت صورًا له سراً، مما يوحي بمشاعر رومانسية تجاهه. وتؤكد ذلك عندما تواجهه.
يقرر روهان البقاء ولكن سرعان ما يعلم أن البانديت وبانديتايان وتشوتي بانديت يعيشون بالفعل في غرفة مانجوليكا. يكشفون أنهم كانوا يحاولون تخويف الجميع حتى يتمكنوا من البقاء هناك في سلام. يستولي فريق الترميم على الغرفة ويكسر جدارًا عن طريق الخطأ، ويكشف عن ممر مخفي يؤدي إلى غرفة مختومة بـ Bhairava Kavach. يقرر راجبوروهيت، بدافع الفضول، البحث أكثر عن تاريخ القصر.
يائسًا من بيع الممتلكات، يقرر راجا صعب كسر Bhairava Kavach بمساعدة روح بابا. وعندما فتحوا الباب، وصل راجبوروهيت بأخبار مفادها أن الغرفة كانت ملكًا لأنجوليكا، أخت مانجوليكا وديبيندراناث الكبرى. يكشف أن الملك قبل 200 عام كان لديه ابنتان كانتا تكرهان بعضهما البعض.
على الرغم من معرفتها بسمعة القصر المسكون، تصل مانديرا كمشتري محتمل لتعلم المزيد عن العقار. بعد أن تلتقي ماليكا، تبدأ أحداث غريبة في الحدوث. يحذر راجبوروهيت الجميع من توخي الحذر حتى دورجاشتامي، وهو اليوم الذي من المتوقع أن تنتقم فيه مانجوليكا.
يواجه روهان وميرا عدة لقاءات غريبة مع ماليكا ومانديرا، ويشعران بالارتباك بشأن أي منهما هي مانجوليكا الحقيقية. يعود راجبوروهيت بالزيت المقدس لتدمير روح مانجوليكا، وفي الليلة السابقة لدورجاشتامي، يجتمعون في الموقع الذي أحرق فيه جسدها قبل 200 عام. يتمكن روحان بذكاء من طرد الروح التي استحوذت على ماليكا ومانديرا، ويتعلم في النهاية أنها لم تكن روح أنثى بل شبح ذكر، وهو شبح الأمير ديبيندراناث، الذي قُتل قبل 200 عام بسبب حبه للرقص وازدرائه لهويته الذكورية.
أخيرًا تم الكشف عن أن أنجوليكا ومانجوليكا تآمروا لقتل ديبيندراناث لتأمين العرش. وعندما تم كشفه أمام الملك، أمر وزراءه بحرقها حياً. وعلى إثر ذلك طرد الملك الأختين من المملكة. ثم قتل شبح الأمير ديبيندراناث الملك وحراسه. قام راجبوروهيت في ذلك العصر بختم روح ديبيندراناث في الغرفة المخفية، والتي تم تأمينها بواسطة بهايرافا كافاش. وقد تبين أخيرًا أن روح ديبيندراناث هي التي كانت تسبب الاضطرابات من خلال امتلاك تناسخات شقيقاته، ماليكا ومانديرا.
في النهاية، تشارك روح روهان وميرا وماليكا ومانديرا وديبيندرا ناث لحظة صادقة عندما وجد ديبيندرا ناث أخيرًا السلام الذي كان يتوق إليه لأكثر من قرنين من الزمان.
في المشهد الذي يظهر في منتصف الفيلم، يتبين أن مانديرا ليست المشتري الحقيقي. إنها في الواقع ACP Rathore، ضابط شرطة سري، جاء لإلقاء القبض على Ruhaan بسبب عمليات الاحتيال التي قام بها باعتباره صائد الأشباح المزيف Rooh Baba.

## طاقم التمثيل
- كارتيك آريان في دور مزدوج بدور روهان "روح بابا" راندهاوا / الأمير ديبندرانات
- فيديا بالان في دور مزدوج بدور ماليكا / الأميرة مانجوليكا
- مادهوري ديكسيت في دور مزدوج بدور مانديرا (متنكرة) وACP Rathore / الأميرة أنجوليكا
- تريتي ديمري في دور مزدوج بدور ميرا / زوجة الأمير ديبندرانات
- فيجاي راز بدور رجا صاحب، الملك الحالي لراخت غات
- راجبال ياداف بدور ناتوار "تشوت بانديت"
- سانجاي ميشرا بدور جاغاناث شاستري "باد بانديت"
- أشويني كالسيكار في دور بانديتاين، زوجة بادي بانديت
- راجيش شارما في دور عم ميرا، صهر رجا صاحب
- آرون كوشوا في دور تيلو، مساعد روح بابا
- شطاف فيجار بدور فيكي خانا، المشتري المحتمل للقصر
- مانيش وادوا بدور راجبوروهيت، الكاهن الملكي
- سوراب دوبي بدور راجبوروهيت في عام 1824
- دينزيل سميث بصفته المهراج عام 1824
- سوريش مينون في دور بيلاي، عميل روح بابا
- موميتا بال في دور زوجة بيلاي
- شيفام دوبي في دور ابن بيلاي
- سوريندرا ثاكور في دور جلاد
- كانشان موليك بدور فولاد سينغ، بصفته الحارس الشخصي للملك
- Prantika Das[9] بدور نور
- أجريم ميتال في دور موداك
- أجاي تيواري في دور داس
- يوغيش جادهاف في دور سيناباتي
- روز ساردانا كأخت ميرا
- سواجاتام هالدر في دور السيد تشوبرا
- أفيري سينجاروي في دور السيدة تشوبرا
- بدري تشافان في دور أرجون / بينتو، عميل روه بابا
- آرفيند براكاش في دور والد أرجون
- بارينيتا بورثاكور بدور والدة أرجون
- مستقل بدور بيجنوري

## الموسيقى التصويرية
تم تأليف الموسيقى الخلفية للفيلم من قبل سانديب شيرودكار، في حين أن الموسيقى التصويرية من تأليف تانيشك باجشي، وأمال ماليك، ساتشيت–بارمبارا، وليجو جورج - دي جي تشيتاس، وأديتيا ريكهارى. كلمات الأغاني كتبها سمير أنجان، راشمي فيراج، أديتيا ريكاري، دروف يوغي، سوم وبيتبول. تم إعادة إنشاء أغنية "Title Track" وأغنية "Ami Je Tomar" التي ألفها بريتام في الأصل مرة أخرى بعد Bhool Bhulaiyaa 2.  
تم إصدار الأغنية المنفردة الأولى بعنوان "Bhool Bhulaiyaa 3 (Title Track)" في 16 أكتوبر 2024.  تم إصدار الأغنية الثانية بعنوان "Jaana Samjho Na" في 22 أكتوبر 2024، وهي نسخة معدلة من أغنية المغني Aditya Rikhari المنفردة لعام 2022 "Samjho Na". تم إصدار الألبوم في 23 أكتوبر 2024 عبر جميع منصات بث الموسيقى.  
كل الألحان من تأليف Tanishk Bagchi، بريتام.
| #  | عنوان                                  | المدة |
| -- | -------------------------------------- | ----- |
| 1. | "Bhool Bhulaiyaa 3 - Title Track"      | 3:50  |
| 2. | "Jaana Samjho Na"                      | 3:32  |
| 3. | "Ami Je Tomar 3.0"                     | 5:15  |
| 4. | "Beiraada"                             | 3:19  |
| 5. | "Hukkush Phukkush"                     | 3:44  |
| 6. | "Mere Dholna 3.0" (Sonu Nigam Version) | 4:26  |

## روابط خارجية
- المتاهة 3 على موقع IMDb (الإنجليزية)
- المتاهة 3 على موقع روتن توميتوز (الإنجليزية)
- المتاهة 3 على موقع ألو سيني (الفرنسية)
- المتاهة 3 على موقع قاعدة بيانات الأفلام السويدية (السويدية)
- المتاهة 3 على موقع قاعدة بيانات الفيلم (الإنجليزية)
- المتاهة 3 على موقع ليتربوكسد (الإنجليزية)
- المتاهة 3 على موقع كينوبويسك (الروسية)